# ثورة 19 أبريل (الثورة الكورية)

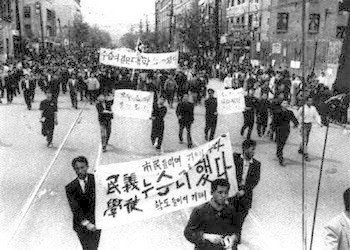
ثورة 19 أبريل

ثورة أبريل (أو ثورة التاسع عشر من أبريل أو حركة التاسع عشر من أبريل) هي انتفاضة شهيرة حدثت في عام 1960 قادها العمال والطلاب الكوريون، أطاحت بالنظام الاستبدادي الحاكم حينها بقيادة (سينغمان لي) الرئيس الأول لجمهورية كوريا الجنوبية. فقد كان من نتائجها استقالة لي والبدء في الجمهورية الثانية. وكانت شرارة اندلاع الثورة هي العثور على جثة الطالب الذي قُتل على يد قوات الأمن نتيجة لضربه بقنبلة غاز مسيل للدموع في ميناء ماسان وذلك أثناء وجوده في تظاهرة للاحتجاج على انتخابات مارس 1960.

## خلفية حدوثها
كان سينغمان ري يشغل منصب رئيس جمهورية كورية الجنوبية منذ عام 1948. ولكنه نظامه واجه العديد من الانقسامات والاضطرابات الداخلية نتيجة لكساد النمو الإقتصادي وزيادة المشكلات الاجتماعية، وأيضا قيامه بتعديل دستوري ليمد من خلاله فترة حكمه كان له كبير الأثر في زيادة الاحتقان ضده. فقيام الولايات المتحدة الأمريكية بتقليص حجم مساعداتها الاقتصادية من أكثر من 382 مليون و893 ألف دولار أمريكي في عام 1957 إلى 222مليون و 204 ألف دولار أمريكي في عام 1959، أدى إلى شعور الرئيس لي بتهديد كبير وصدمة فقام بإتخاذ احتياطات كبرى تضمن له بقائه في الحكم. ففي ديسمبر عام 1958 قام بإضافة تعديل لقانون الأمن القومي بحيث يزيد من صلاحيات الحكومة لتتمكن من تحجيم حرية الصحافة ومنع المعارضين من التصويت.
في الانتخابات الرئاسية لعام 1960 كان هناك حزبين رئيسيين يتنافسان مع لي. أحدهما حزب صغير يدعى الحزب التقدمي وكان قد حصد مليون صوت في انتخابات عام 1956 ويمثله تشو بونغ أم، والآخر الحزب الديمقراطي الذي يمثله تشو بيونغ أوك. ولكن في يوليو عام 1959 تم القبض على تشو بونغ أم لكونه شيوعيا وسُجن وسرعان ما حكم عليه بالإعدام وتم إعدامه بالفعل. وذهب تشو بيونغ أوك مرشح الحزب الآخر للولايات المتحدة للقيام بجراجة في المعدة وتٌوفي هناك إثر أزمة قلبية. مقتل هذين المرشحين بدى وكأنه أكثر من محض صدفة وتسبب في زيادة الشك لدى العامة أنه حدث عن عمد نتيجة فساد في الدولة.
وفي انتخابات نائب الرئيس التي تم عقدها منغصلة في كوريا الجنوبية، كان الرئيس لي مصراً على أن يتم اختيار لي كي بونغ كنائباً له. وكان منافسه حينذاك هو تشانغ ميونغ مرشح الحزب الديمقراطي الذي كان يشغل منصب سفير في الولايات المتحدة الأمريكية سابقاً أثناء الحرب الكورية. في الخامس عشر من مارس تقدم لي على منافسه بفارق كبير جدا حيث حصل على ثمانية ملايين و 225 ألف صوت بينما حصل منافسه تشانغ ميون فقط على مليون 850 صوت وفاز لي في الإنتخابات على الرغم من مرضه الشديد حيث كان طريح الفراش. فقد بدا واضحا جداً حينها أن الانتخابات تم التلاعب بها وتزويرها. فطبقا لما ذكرته إحدى التقارير الكورية تم منع القوى الديمقراطية من حشد مصوتيها في ذلك الوقت، وفي يوم الانتخاب وُضعت العديد من أوراق الإقتراع المعدة مسبقا لصالح المرشح لي بين أوراق الاقتراع الفعلية.

## احتجاجات ماسان ومقتل كيم جو يول
في الخامس عشر من مارس أندلعت تظاهرة في ماسان احتجاجاً على الفساد الذي حدث في الانتخابات. وكان يقود التظاهرة أعضاء الحزب الديمقراطي أحتجاجاًعلي فضيحة الانتخابات. وتجمع معهم ما يقارب ألف مواطن من ساكني ماسان أمام مقر الحزب الديمقراطي هناك في حوالي الساعة السابعة والنصف مساءاً. ثم بدأت المواجهات مع قوات الأمن حيث بدأت الشرطة في إطلاق الرصاص الحي على المتظاهرين والمتظاهرين يردون عليهم بالحجارة.
في الحادي عشر من أبريل وُجدت جثة كيم جو يول في ميناء ماسان بواسطة الصيادين. كان كيم طالبا في المدرسة التجارية الثانوية وقد أختفى أثناء أحداث الشغب في ماسان في الخامس عشر من مارس. وأعلنت السلطات أن نتائج التشريح أوضحت أن سبب الوفاة هو الغرق ولكن العديد كذبوا هذة النتائج. وأتجه بعض المتظاهرين للمشفى التي كانت توجد بها الجثة، حيث رأو الجثة بأنفسهم ووجدوا أن هناك قنبلة غاز مسيلة للدموع مغروسة في جمجمة القتيل مسببة كسر طوله عشرين سنتيمتر من موقع العينين حتى مؤخرة الرأس، مما يدل على أن الشرطة قامت بإلقاء قنبلة الغاز بزاوية أقل من 45 درجة مما يجعلها مميتة. حاول نظام لي التعتيم على هذه الأخبار ولكن الصحافة الكورية نشرت القصة كاملة مع صورة لجثة كيم عقب العثور عليه مباشرة، ونُقلت للعالم كله. تسببت هذه الحادثة صدمة كبيرة للعامة وأصبحت سبباً في حدوث حراك شعبي في يوم الرابع عشر من أبريل ضد النظام الحاكم. ونتيجة لهذا دخلت ماسان في موجة عارمة من الاحتجاجات التي أدت فيما بعد للعديد من الصدامات بين قوات الأمن والمتظاهرين.
ادعى الرئيس لي حينها أن القوى الشيوعية تقف وراء هذه التظاهرات. وكشفت لجنة تحقيقات الجمعية الوطنية لاحقاً أن الشرطة كانت تطلق الرصاص على المتظاهرين ليس لمجرد فضهم ولكن لقتلهم. وتم الكشف أيضاً عن أن باك جونغ بيو رئيس قطاع الأمن العام -الذي قام بإصدار الأمر بإطلاق الرصاص على المتظاهرين- قام بوضع عدد من الأحجار على جثة الطالب المقتول وربطهما معا ثم ألقاهما في المياه لمنع الجثمان من الطفو على السطح.

## مظاهرات سؤول
في الثامن عشر من أبريل عام 1960 نظم طلاب الجامعة الكورية مظاهرات سلمية امام مقر الجمعية الوطنية ضد عنف الشرطة وطالبوا بإعادة الانتخابات. ولكنهم تعرضوا لهجوم بواسطة عصابات من مؤيدي الرئيس لي عقب عودتهم للحرم الجامعي مباشرة. في التاسع عشر من أبريل خرج عدد كبير من الطلاب في مسيرة من الجامعة الكورية للبيت الأزرق، ومرت المسيرة بالعديد من المدارس الثانوية والجامعات الأخرى مما أدى لزيادة عدد المتظاهرين حتى وصل لما يزيد عن المئة ألف شخص. وبمجرد وصولهم للبيت الأزرق بدأت الهتافات المطالبة باستقالة لي. وفتحت قوات الأمن الرصاص على المتظاهرين متسببة في مقتل ما يقرب من 180 شخص وإصابة الآلاف. وفي نفس اليوم قامت حكومة لي بإعلان الأحكام العرفية لتتمكن من قمع التظاهرات.
في الخامس والعشرين من أبريل عام 1960 انضم أساتذة الجامعة للطلاب والمواطنين في تظاهرة كبيرة الحجم عددها يفوق عدد قوات الجيش وقوات الشرطة الذين رفضوا مهاجمة المتظاهرين السلميين.

## استقالة سينغ مين لي
في 26 أبريل عام 1960 تخلى سين مين لي عن السلطة وتنحى عن منصبه. ووُجهت أغلب تهم الفساد إلى لي كي بونغ نائب الرئيس الذي تم اختياره بواسطة الرئيس نفسه.
في 27 أبريل عام 1960 تم قتل لي كي بونغ وجميع أفراد عائلته على يد أبن لي كي بونغ الأكبر الذي قام بالانتحار بعدها. في 28 أبريل قدم وزير الداخلية ورئيس الأمن تشوي إن كيو استقالته واعلن تحمله مسئولية حادثة ماسان.

## ما بعد الثورة
بعد استقالة سينغ مين لي ومقتل لي كي بونغ وصل حكم الحزب الليبرالي إلى نهايته. ومنذ حينها تبنت كوريا الجنوبية النظام البرلماني لإبعاد السلطة من يد الرئيس وحاشيته، وفي 13 أغسطس عام 1960 تم انتخاب الرئيس يون بو سون، وأصبحت السلطة الأصلية في يد رئيس الوزراء تشانغ ميون.
في 16 مايو 1961 بعد مرور العديد من الشهور الخالية من الاستقرار السياسي قام اللواء باك تشونغ هي بانقلاب عسكري مطيحا بالجمهورية الثانية لكوريا الجنوبية واستبدلها بمجلس عسكري قام بدور قيادة البلاد، ثم الجمهورية الثالثة بعدها بفترة.